# Christian B. Luginbuhl
| 26629 Zahller | 12 aprile 2000 |
| 26935 Vireday | 15 marzo 1997  |

Christian B. Luginbuhl (1955) è un astronomo statunitense.
Lavora alla stazione osservativa dell'United States Naval Observatory a Flagstaff in Arizona.
Il Minor Planet Center gli accredita la scoperta di tre asteroidi, effettuate tra il 1997 e il 2000.
Gli è stato dedicato l'asteroide 7393 Luginbuhl.